# Глендејл (Јужна Каролина)
Глендејл (енгл. Glendale) насељено је место без административног статуса у америчкој савезној држави Јужна Каролина.

## Демографија
По попису из 2010. године број становника је 307.
| Група             | 2000.    | 2010.       |
| Белци             | 0 (0,0%) | 283 (92,2%) |
| Афроамериканци    | 0 (0,0%) | 9 (2,9%)    |
| Азијати           | 0 (0,0%) | 2 (0,7%)    |
| Хиспаноамериканци | 0 (0,0%) | 11 (3,6%)   |
| Укупно            | 0        | 307         |